# Сурский Майдан
Су́рский Майда́н (чув. Сăр Майданĕ, распространено сокращение Сур-Майдан) — село Алатырского района Чувашской Республики России. Относится к Междуреченскому сельскому поселению.

## География
Расположено в 32 км к северу от районного центра Алатыря. Ближайшая железнодорожная станция Алатырь расположена там же. Село расположено на левом берегу реки Суры. Административный центр поселения село Междуречье, расположен в 5 км к югу.

## История
Село впервые упомянуто в материалах ревизии 1726 года. Тогда оно принадлежало Алатырскому Троицкому монастырю. Жители села: русские. Были монастырскими крестьянами до 1764 года, до 1786 года экономическими крестьянами, до 1863 года удельными крестьянами. Занятия населения: земледелие, животноводство, льноводство, рыбная ловля, торговля, ткачество, изготовление бочек, мелкой деревянной посуды, телег, колёс, верёвок и канатов, углежжение, шерстобойный промысел. В первой половине XVIII века близ села на Суре работала Сурско-Майданская лесосплавная пристань для вывоза корабельного леса. 
В 1761 году был построен первый деревянный храм во имя преп. Сергия Радонежского. Второй храм каменный, построен прихожанами в 1823 году; колокольня при нем деревянная. Престол в нем во имя преп. Сергия Радонежского Чудотворца. 
В 1780 году, при создании Симбирского наместничества, село Сурской Майдан, при реке Суре, экономических крестьян, входило в Алатырский уезд.
В 1859 году село Сурский Майдан, по почтовому тракту из г. Алатыря в г. Курмыш, находилось в 1-м стане Алатырского уезда Симбирской губернии.
С 1884 года функционировало народное училище. 
В 1927 году 20 семей выходцев из села был образован посёлок Берёзовая Поляна. В этом же году переселенцами из села основали Новые Выселки, в 1931 году (по другим данным — в 1932-м) образован колхоз «1 Мая», в честь которого посёлок получил новое название Первое Мая.  
В 1931 году создан колхоз «Ударник». Позже был образован колхоз имени Жданова. 
В 1950 году колхозы объединились в один колхоз имени Жданова, а в 1992 году он был переименован в «Присурский». В 1997 году колхоз был реорганизован в сельскохозяйственный производственный кооператив «Присурский». 
В 2001 году построено новое здание школы.

### Административная принадлежность
До 1927 года село относилось к Урусовской, Кладбищенской, Кувакинской волостям Алатырского уезда (в том числе находилось в ведении Урусовского удельного приказа в 1835-1863 гг.). В 1927 года стало центром Сур-Майданского сельсовета. С 1927 по 1935 годы входило в состав Алатырского района Чувашской АССР. С 1935 по 1956 годы входило в состав Кувакинского района. После его упразднения вошло в состав Алатырского района. Сур-Майданский сельсовет в 2004 году был включён в состав Междуреченского сельского поселения.

## Население
| 2010 | 2012 |
| ---- | ---- |
| 312  | ↗352 |

Число дворов и жителей:
- 1746 год — 287 мужчин.
- 1780 год — 296 мужчин[4].
- 1795 год — 106 дворов, 430 мужчин, 395 женщин.
- 1859 год — 169 двора, 678 мужчин, 734 женщины[5].
- 1897 год — 372 двора, 983 мужчины, 1036 женщин.
- 1926 год — 509 дворов, 1243 мужчины, 1412 женщин.
- 1939 год — 1125 мужчин, 1398 женщин.
- 1979 год — 395 мужчин, 569 женщин.
- 2002 год — 293 двора, 514 человек: 223 мужчины, 291 женщина.
- 2010 год — 173 частных домохозяйства, 312 человек: 141 мужчина, 171 женщина[2].

## Современное состояние
В селе действуют начальная школа, акушерско-фельдшерский пункт, клуб, библиотека, отделение «Почты России» . Церковь Сергия Радонежского восстановлена. Сохранилось старое здание школы 1911 года.